# John Whitney
John Hales Whitney, Sr. (8 de abril de 1917–22 de septiembre de 1995) fue un animador, compositor e inventor estadounidense, considerado uno de los padres de la animación por computadora.

## Biografía
Whitney nació en Pasadena, California, y asistió al Pomona College. Es descendiente de la familia Whitney por línea directa de su padre. Sus primeros trabajos en cine fueron películas 8mm de un eclipse lunar que hizo usando un telescopio casero. Entre 1937 y 1938 pasó un año en París, estudiando composición dodecafónica con René Leibowitz. En 1939 regresó a Estados Unidos y comenzó a colaborar con su hermano James en una serie de películas abstractas. Su trabajo, Five Film Exercises (1940–45) recibió un premio de sonido en el Primer Concurso Internacional de Cine Experimental en Bélgica en 1949. En 1948 se le concedió una beca Guggenheim.
Durante la década de 1950, Whitney usó sus técnicas de animación mecánica para crear secuencias para programas de televisión y comerciales. En 1952, dirigió películas de ingeniería sobre proyectos de misiles guiados. Una de sus obras más famosas de este período fue la secuencia animada de apertura de la película Vértigo de Alfred Hitchcock de 1958, en la que colaboró con el diseñador gráfico Saul Bass.
En 1960, fundó Motion Graphics Incorporated, que utilizó la computadora analógica mecánica de su propia invención para crear comerciales y secuencias de títulos de películas y televisión. Al año siguiente, reunió un registro de los efectos visuales que había perfeccionado usando su dispositivo, titulado simplemente Catalog. En 1966, IBM otorgó a John Whitney, Sr. su primer puesto de artista en residencia.
En la década de 1970, Whitney había abandonado su computadora analógica en favor de procesos digitales más rápidos. Enseñó la primera clase de gráficos por computadora en UCLA en 1972. El pináculo de sus películas digitales es su obra Arabesque de 1975, caracterizada por formas de colores florecientes y psicodélicas. Entre 1969 y 1970, experimentó con la programación informática de gráficos en movimiento en el Instituto de Tecnología de California. Su trabajo durante las décadas de 1980 y 1990 se benefició de computadoras más rápidas y su invención de un programa de composición audiovisual llamado Whitney-Reed RDTD (Radius-Differential Theta Differential). Las obras de este período, como Moondrum (1989-1995), utilizaron música compuesta por ellos mismos y, a menudo, exploraron temas místicos o nativos americanos.
Todos los hijos de John Whitney (Michael, Mark y John Jr.) también son cineastas.
Varias de las películas (más algunas de James Whitney) fueron conservadas por el Center for Visual Music de Los Ángeles. Las transferencias de HD de su conservación se han visto en importantes exposiciones de museos, como Visual Music en el Museo de Arte Contemporáneo de Los Ángeles y el Museo Hirshhorn (2005), Sons et Lumieres en el Centro Pompidou (2004–05), The Third Mind en el Museo Guggenheim, y otros espectáculos.

## La computadora analógica mecánica de Whitney
La computadora analógica que Whitney usó para crear sus animaciones más famosas se construyó a fines de la década de 1950 al convertir el mecanismo de un director de cañón antiaéreo M-5 de la Segunda Guerra Mundial. Más tarde, Whitney aumentaría el mecanismo con uno M-7, creando una máquina de doce pies de alto. Las plantillas de diseño se colocaron en tres capas diferentes de mesas giratorias y se fotografiaron con cámaras giratorias de varios ejes. El color se añadió durante la impresión óptica. El hijo de Whitney, John, Jr., describió el mecanismo en 1970:
 

I don't know how many simultaneous motions can be happening at once. There must be at least five ways just to operate the shutter. The input shaft on the camera rotates at 180 rpm, which results in a photographing speed of 8 frame/s. That cycle time is constant, not variable, but we never shoot that fast. It takes about nine seconds to make one revolution. During this nine-second cycle, the tables are spinning on their own axes while simultaneously revolving around another axis while moving horizontally across the range of the camera, which may itself be turning or zooming up and down. During this operation we can have the shutter open all the time, or just at the end for a second or two, or at the beginning, or for half of the time if we want to do slit-scanning.
No sé cuántos movimientos simultáneos pueden estar sucediendo a la vez. Debe haber al menos cinco formas de operar el obturador. El eje de entrada de la cámara gira a 180 revoluciones por minuto, lo que da como resultado una velocidad de fotografía de 8 fotogramas por segundo. Ese tiempo de ciclo es constante, no variable, pero nunca disparamos tan rápido. Se necesitan unos nueve segundos para hacer una revolución. Durante este ciclo de nueve segundos, las mesas giran sobre sus propios ejes mientras giran simultáneamente alrededor de otro eje mientras se mueven horizontalmente a través del rango de la cámara, que a su vez puede estar girando o haciendo zoom hacia arriba y hacia abajo. Durante esta operación podemos tener el obturador abierto todo el tiempo, o justo al final durante uno o dos segundos, o al principio, o durante la mitad del tiempo si queremos hacer slit-scan.

## Archivo
El Academy Film Archive alberga la Colección Whitney y ha conservado más de una docena de películas de la colección. La colección abarca el trabajo de John y James Whitney, así como los hijos de John, Mark, John y Michael.